# Баблер чорноголовий
Ба́блер чорноголовий (Sterrhoptilus nigrocapitatus) — вид горобцеподібних птахів родини окулярникових (Zosteropidae). Ендемік Філіппін.

## Підвиди
Виділяють два підвиди:
- S. n. nigrocapitatus (Steere, 1890) — острови Лейте і Самар;
- S. n. boholensis (Rand & Rabor, 1957) — острів Бохоль.

Sterrhoptilus affinis раніше вважався підвидом чорноголового баблера, однак був визнаний окремим видом.

## Поширення і екологія
Чорноголові баблери мешкають на півночі і сходу Філіппін. Вони живуть у вологих рівнинних тропічних лісах.